# Beslon
Beslon é uma comuna francesa na região administrativa da Normandia, no departamento Mancha. Estende-se por uma área de 17,24 km². Em 2010 a comuna tinha 567 habitantes (densidade: 32,9 hab./km²).